# دلار (پرتوزایی)
دلار واحد اندازه‌گیری فعالیت نوترون در یک رآکتور هسته‌ای است. صد سنت معادل یک دلار است.

## تعریف و استفاده
وقتی شکافت هسته‌ای اتفاق می‌افتد، نوترون‌ها در یک فرایند آماری آزاد می‌شوند. بیشتر نوترون‌‌ها آنی هستند و در زمان شکافت ایجاد و در کمتر از ۱۰ نانو ثانیه (شیک) آزاد می‌شوند. مابقی از هسته‌های محصول شکافت آزاد می‌شوند. این نوترون‌های تأخیری کنترل پذیری رآکتورهای هسته‌ای را در زمان چند میلی‌ثانیه فراهم می‌کنند؛ و اگر این نوترون‌های تأخیری نبودند تغییرات رآکتور تا حدی سریع می‌شد که قابل کنترل نبود.
محدودۀ راکتیویته کمتر از صفر دلار، بین صفر تا یک دلار و مساوی و بیشتر از یک دلار به ترتیب زیر بحرانی، بحرانی کنترل پذیر (نقطه کاری رآکتورهای قدرت) و بحرانی سریع (کنترل ناپذیر مانند انفجار هسته‌ای یا رآکتور کنترل نشده) گفته می‌شود.
نمونۀ استفاده از این واحد جملهٔ «۵ سنت بالاتر از بحرانیت سریع» است.

## تاریخچه
به گفته آلوین وینبرگ و اوجین وینگر، لوئیس اسلوتین اولین کسی بود که واژه دلار و سنت را برای نسبت بحرانیت سریع و برهنه پیشنهاد داد.